# Алексанов Сергій Іванович
Сергі́й Іва́нович Алекса́нов (нар. 12 лютого 1990, Дніпропетровськ, Україна) — український футболіст, півзахисник клубу «Полісся».

## Життєпис
Сергій Алексанов народився 12 лютого 1990 року в Дніпропетровську. У ДЮФЛУ виступав у складі дніпропетровських команд «Дніпро-75», «Інтер», «Дніпро» та УФК. На початку своєї кар'єри виступав на позиції нападника, дещо пізніше — на позиції атакувального півзахисника. У чемпіонаті України дебютував 3 квітня 2008 року в складі «Арсенала» (Біла Церква). За білоцерківців Сергій виступав до початку 2013 року — провів 137 матчів, забив чотири м'ячі. Сергій з «Арсеналом» став срібним призером Другої ліги. Наступні півтора року провів у донецькому «Олімпіку» — 39 матчів, 3 м'ячі й у 2014 році став переможцем Першої ліги. Улітку 2014 року перейшов до комсомольського клубу «Гірник-спорт», де зіграв лише 5 матчів. Потім був «Кремінь» (12 матчів), з яким Алексанов став бронзовим призером Другої ліги. Літо-осінь 2015 року провів за краматорський «Авангард» у Першій лізі, зігравши 17 матчів, один м'яч. На початку грудня 2015 року перейшов до «Інгульця». Наприкінці грудня 2016 року залишив петрівську команду. В 2017 році виступав за МФК «Миколаїв». Взяв участь у півфінальному матчі кубку України сезону 2016—2017. В грудні 2017 року перейшов до житомирського «Полісся».

## Досягнення
- Перша ліга чемпіонату України

 Чемпіон (1): 2013/2014
- Друга ліга чемпіонату України

 Срібний призер (1): 2008/09
 Бронзовий призер (2):2014/15, 2015/16